# Bulbophyllum grandilabre
Bulbophyllum grandilabre är en orkidéart som beskrevs av Cedric Errol Carr. Bulbophyllum grandilabre ingår i släktet Bulbophyllum och familjen orkidéer. Inga underarter finns listade i Catalogue of Life.